# پل و ویرژینی
پل و ویرژینی (به فرانسوی: Paul et Virginie) نام یک کتاب ادبی است که توسط برناردن دوسن پیر، نویسندهٔ اهل فرانسه نوشته شده‌است. این کتاب یکی از آثار مشهور ادبی جهان است.